# Leucon homorhynchus
Leucon homorhynchus är en kräftdjursart som beskrevs av Bishop 1981. Leucon homorhynchus ingår i släktet Leucon och familjen Leuconidae. Inga underarter finns listade i Catalogue of Life.